# Apxeronsk
Apxeronsk - Апшеронск (rus) - és una ciutat del krai de Krasnodar, a Rússia. Es troba a la vora del riu Pxekha, a la conca del riu Kuban. És a 87 km al sud-est de Krasnodar i a 36 km al nord-est de Belorétxensk.
Pertanyen a aquesta ciutat els khútors de Zazulin, Spàssov i Tsurevski.

## Història
Fundada el 1836 Apxeronsk nasqué com una stanitsa per als membres del regiment d'Apxeron de l'Exèrcit Imperial Rus. Tant el nom del regiment com el de la ciutat actual provenen del de la península d'Apxeron, a l'Azerbaidjan, on Pere I el Gran conduí una campanya militar contra Pèrsia el 1722-1723.
Fins que rebé l'estatus de ciutat el 1947 la vila es deia Apzerónskaia.
El 6 de setembre del 2008 s'inaugurà el cementiri militar alemany d'Apxeron, on foren reunides les restes de tots els militars alemanys morts al Caucas i al pont del Kuban durant la Segona Guerra Mundial. Durant la guerra la ciutat fou ocupada per la Wehrmacht de l'Alemanya nazi del 14 d'agost del 1942 al 27 de gener del 1943.

## Demografia
| 1959*  | 1970*  | 1979*  | 1989*  | 2002*  | 2009   | 2010   | 2014   |
| ------ | ------ | ------ | ------ | ------ | ------ | ------ | ------ |
| 29 800 | 32 900 | 33 324 | 34 505 | 39 608 | 40 061 | 40 116 | 40 199 |